# Unione zoologica italiana
L'Unione zoologica italiana (anche UZI in sigla) è una ONLUS, che ha lo scopo, a norma dell'art. 3 dello suo statuto, di salvaguardare l'ambiente naturale e la fauna, in particolare incoraggiando iniziative a favore della natura, promuovendo studi a carattere zoologico, valorizzando le relative discipline nell'insegnamento e nella ricerca scientifica. Fondata nel 1900, l'UZI conta 700 soci circa. Ha sede a Roma, presso il Dipartimento di Biologia animale e dell'Uomo dell'Università La Sapienza.

## Attività
L'Unione zoologica italiana, che aderisce alla Federazione italiana società biologiche, è stata fondata a Pavia il 22 aprile 1900, mentre il suo primo congresso si è svolto a Bologna tra il 24 e il 27 settembre successivi.
Edita dal 1930 il «Bollettino di Zoologia» (ridenominata dal 1996 in «Italian Journal of Zoology»). Pubblica, altresì, dal 1987, nell'ambito della "Collana UZI",  i «Selected Symposia and Monographs» e i «Problemi di Biologia e di Storia Naturale», così come la «Check List della Fauna Italiana» in collaborazione con il Ministero dell'ambiente e i «Volumi della Fauna d'Italia» in collaborazione con la Società entomologica italiana.